# Pendrechtse Molen
De Pendrechtse Molen in Barendrecht is in 1731 gebouwd en bemaalde de polder Pendrecht. In 1993 is de molen ongeveer drie kilometer naar het oosten verplaatst, waarbij de molen van Rotterdams grondgebied naar Barendrecht verhuisde. De molen ligt iets ten noorden van de A15 en is vanaf de weg goed te zien.
Vanaf 1842 werd er in de molen ook gewoond. Het woongedeelte van de molen is weer teruggebouwd, zodat te zien is hoe de molenaar met zijn gezin tot 1905 woonde. In dat jaar werd de woning onbewoonbaar verklaard.
Het Natuur- en Recreatieschap IJsselmonde zorgt ervoor dat de molen een levend monument blijft: in het zomerseizoen (vanaf Pasen) draait de Pendrechtse Molen op woensdag, zaterdag en zondag van 9:00 tot 16:30. In het winterseizoen (vanaf de herfstvakantie) draait de molen op woensdag, vrijdag en zaterdag van 09:00 tot 16:30 uur. Op de momenten dat de molen draait, is deze te bezichtigen. Op Landelijke Molendag en op Open Monumentendag worden er bijzondere evenementen rond de molen georganiseerd.
De Pendrechtse Molen is maalvaardig in circuit, dat wil zeggen het water in de vijvers in het park rond de molen wordt door de Pendrechtse Molen rondgepompt.

## Externe link

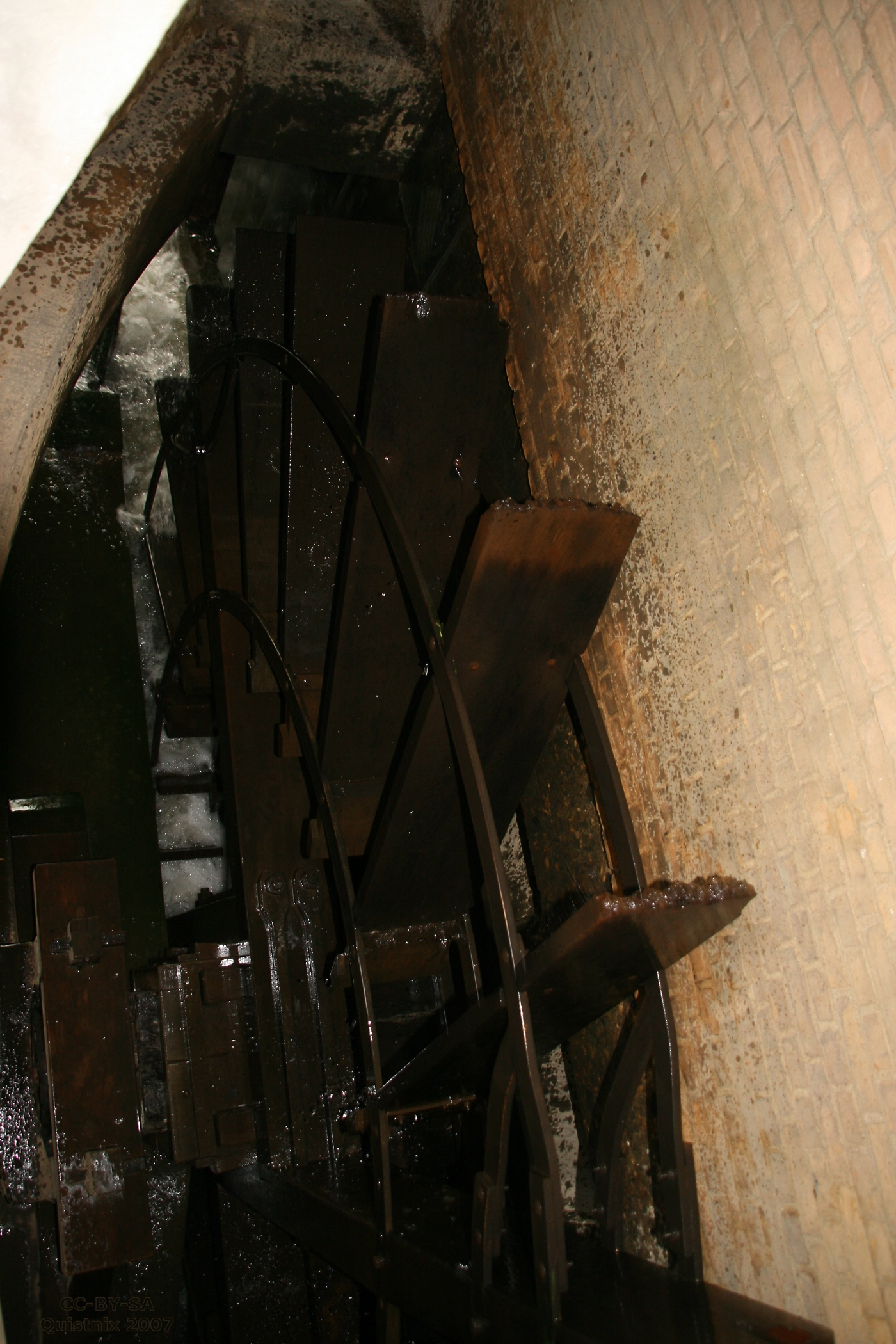
Het scheprad
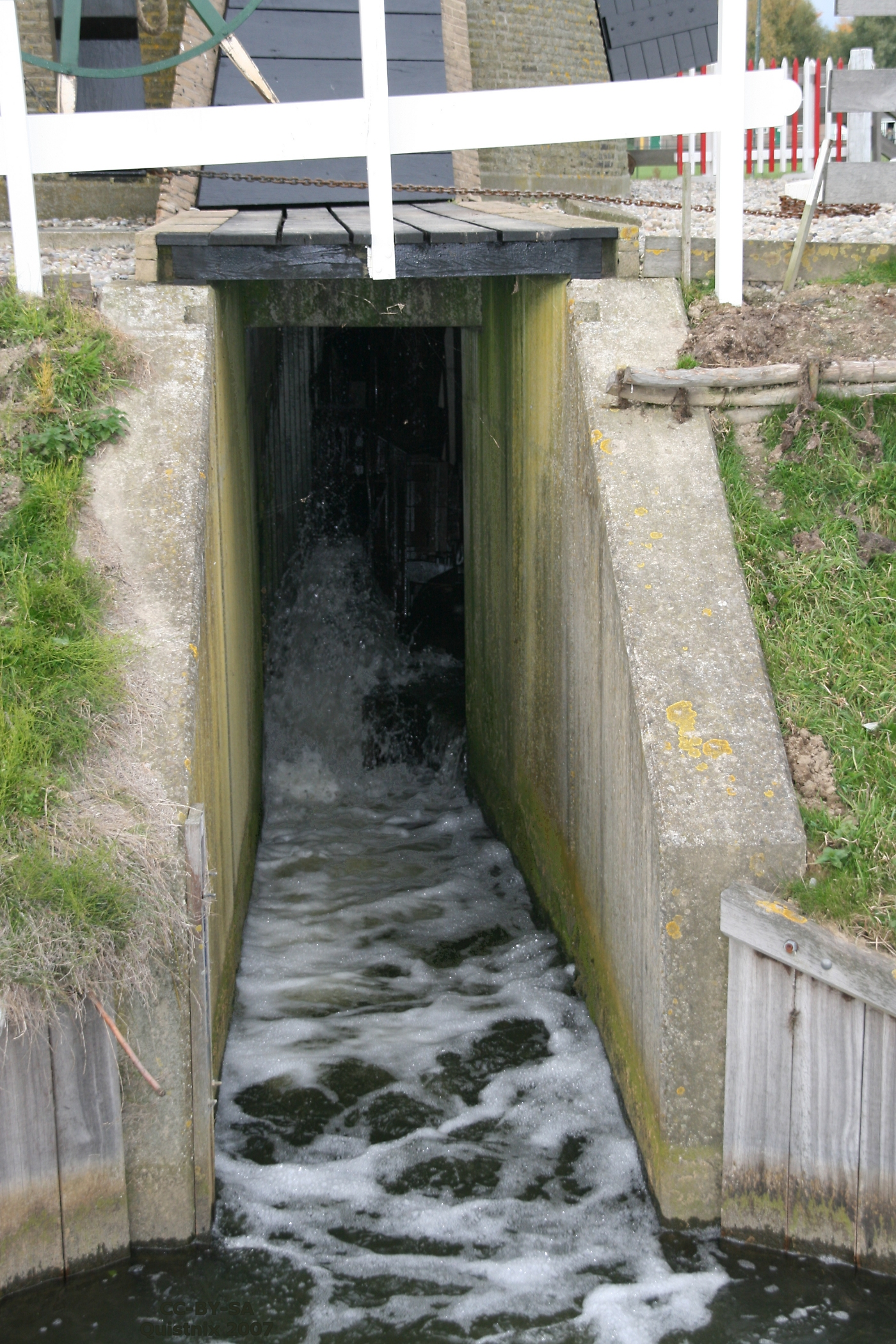
Wateruitlaat
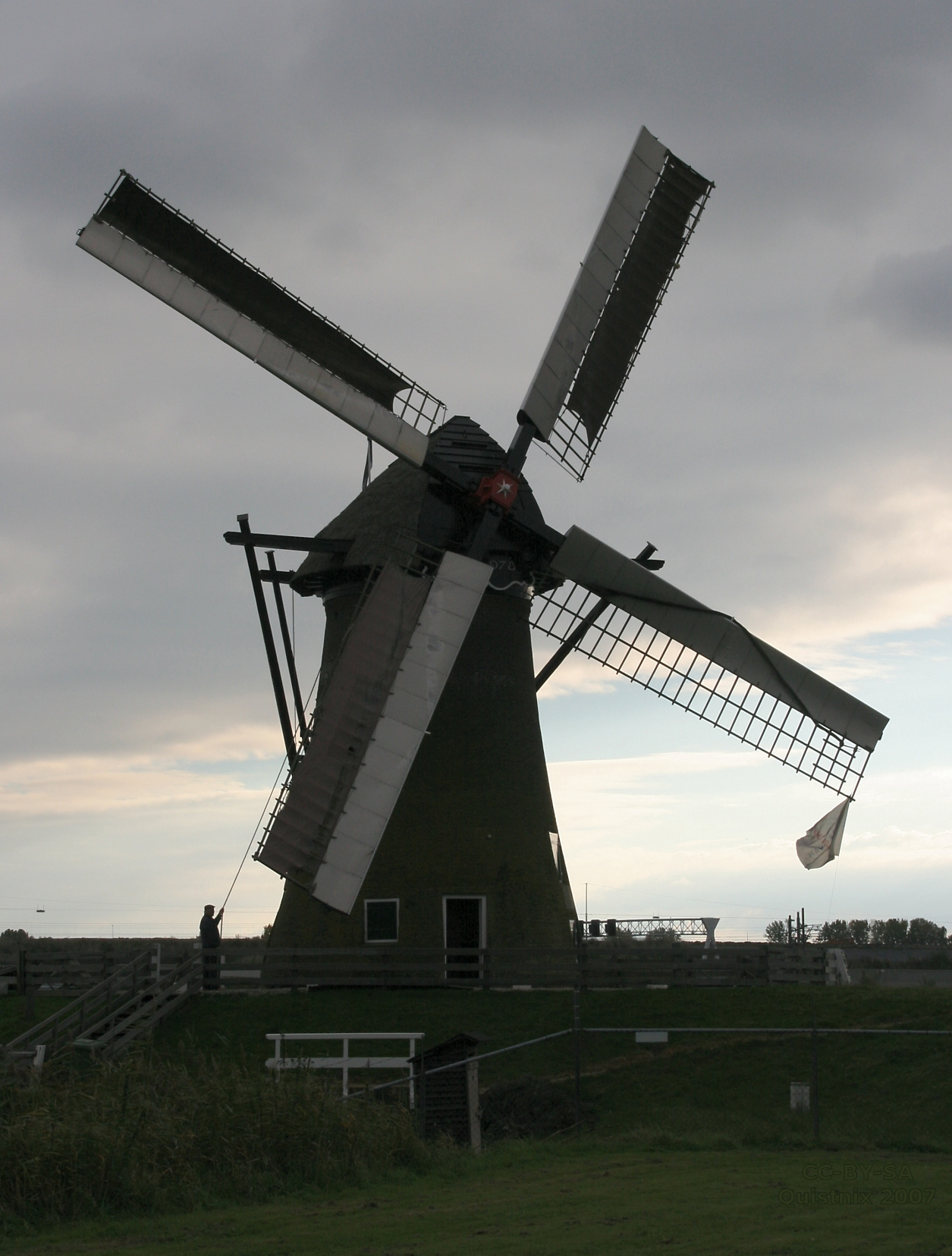
Aan het einde van de dag wordt de molen stilgezet